# 4423 Golden
A 4423 Golden (ideiglenes jelöléssel 1949 GH) egy kisbolygó a Naprendszerben. Az Indiana Egyetem fedezte fel 1949. április 4-én.